# Shao Kang
Shao Kang (chiń. 少康) – 6. władca Chin z dynastii Xia, panujący w latach 2118–2058 p.n.e.